# Герань кроваво-красная
Гера́нь крова́во-кра́сная, или кровя́но-кра́сная (лат. Geranium sanguineum) — вид многолетних травянистых растений рода Герань (Geranium) семейства Гераниевые (Geraniaceae).

## Ботаническое описание
Многолетник с длинным, мясистым, узловатым корневищем. Образует плотную куртину, во время цветения украшенную многочисленными карминно-красными цветками. Вегетация длительная. Образует одно поколение листьев в сезон. Листья зимующие. По другим данным, зимует без зелёных листьев.
Стебли вильчато-разветвлённые, высотой 20—50 см, покрыты длинными волосками. Основания стеблей и нижние листья к осени часто краснеют.
Листья зимующие, с волосистыми черешками, глубоко разделённые на 5—7 долей, а те, в свою очередь, ещё на 3—5 линейных или линейно-ланцетных долек, сверху и по краям прижато щетинистых, снизу с длинными белыми волосками. К осени часто краснеют, отсюда видовое название.
Прицветники яйцевидные, буроватые. Цветки по одному, по два. Чашелистиков, лепестков и нектарников по пять. Чашелистики продолговато-яйцевидные, с шипиками на конце. Лепестки вдвое длиннее чашелистиков, розовые, обратнояйцевидные, сверху — выемчатые. Завязь пятигнёздная, пятилопастная, с пятью нитевидными рыльцами.
Плод дробный, распадается на односеменные части.
Цветёт в июне — июле, плодоносит в июле — сентябре. По другим данным, цветёт с середины июня до августа. Иногда образует самосев. Выросшие из семян растения зацветают на второй год.

## Распространение и экология
Европейская часть России, Крым, Турция, Армения, Азербайджан, Грузия, Скандинавия, Средняя и Атлантическая Европа, Западное Средиземноморье, Балканский полуостров.
Светлые леса, поляны, опушки, в кустарниках, на сухих, особенно южных склонах и известняках.
Вид с широкой эколого-ценотической амплитудой. Факультативный гелиофит, ксеромезофит, мезотроф.

## Значение и использование
Медонос.

### В цветоводстве
Герань кроваво-красная известна в культуре с XVI века.
Без пересадки и деления может расти до 15 лет.
Почвы: рыхлые, хорошо дренированные, богатые известью (pH около 8).
Рекомендуется посадка на солнечных местах и в полутени. Засухоустойчива.
Размножают осенью отрезками корневищ с почкой, а также семенами.
Использование: в рокариях и бордюрах.

#### Сорта
- 'Alan Bloom'. Высота растения около 15 см, цветки розовые.
- 'Album'. Цветки белые, высота растений около 30 см[2]. Лепестки относительно узкие.
- 'Ankum’s Pride'. Высота растений около 20 см, ширина около 30 см. Цветки полумахровые, диаметром около 40 мм, лепестки малиново-розовые с более тёмными жилками[6].
- 'Apfelblute'. Высота растений около 15 см, ширина около 30 см. Цветки простые, диаметром около 40 мм, лепестки светло-розовые с более тёмными жилками[6].
- 'Belle of Herterton'. Высота растений около 25 см, ширина около 30 см. Цветки простые, диаметром около 35 мм, лепестки розовые с более тёмными жилками[7].
- 'Canon Miles'. Высота растений около 15 см, ширина около 30 см. Цветки простые, диаметром около 30 мм, лепестки сиренево-розовые с более тёмными, ярко выраженными жилками[6].
- 'Compactum'. Высота растений 10—15 см. Используется для озеленения крыш, в альпинариях, вазонах[8]. Согласно другому источнику, высота растения около 20 см, ширина около 30 см. Цветки простые, диаметром около 40 мм, лепестки светло-розовые с тёмными жилками[9]. .
- 'Elke'. Высота растений около 20 см, ширина около 30 см. Цветки простые, диаметром около 40 мм, лепестки малиновые с более тёмными жилками[10].
- 'Glenluce'. Высота растений около 30 см, ширина около 35 см. Цветки простые, диаметром около 35 мм, лепестки светло-розовые с более тёмными жилками[6].
- 'Inverness'. Высота растений около 25 см, ширина около 35 см. Цветки простые, диаметром около 35 мм, лепестки розовые[6].
- 'John Elsley'. Высота растений около 20 см, ширина около 30 см. Цветки простые, диаметром около 30 мм, лепестки тёмно-розовые[6].
- 'Max Frei'. Высота растений около 20 см. Цветки простые, лепестки розовые с более тёмными жилками[2]. Диаметр цветка около 40 мм[6].
- 'Nana'. Высота растений до 15 см высоты, цветки простые, лепестки ярко-розовые[2].
- 'New Hampshire Purple'. Высота растений около 25 см, ширина около 35 см. Цветки простые, диаметром около 35 мм, лепестки пурпурно-розовые[6].
- 'Nyewood'. Высота растений около 25 см, ширина около 35 см. Цветки простые, диаметром около 40 мм, лепестки розовые[6].
- 'Prostratum'. Высота растений 10—15 см, цветки простые, лепестки тёмно-розовые. Цветение длительное[2].
- 'Striatum' ('Lancastriense'). Высота растений около 10 см. Цветки простые, лепестки светло-розовые, центр цветка с тёмным глазком. Хорошо разрастается. Цветение с начала июня до середины августа[2].

### В медицине
Всё растение содержит большое количество дубильных веществ (свежие цветки до 16 %), каротин, витамин C, горькие, смолистые, слизистые вещества и другие соединения.
Препараты герани кроваво-красной обладают вяжущим, обезболивающим, противовоспалительным, антисептическим, кровоостанавливающим действием и свойством растворять отложения солей.
Настой травы употребляется при поносах у взрослых и детей, при почечнокаменной болезни, ревматизме, подагре, а также как кровоостанавливающее средство при маточных, лёгочных и носовых кровотечениях, при воспалительных процессах слизистой оболочки полости рта и для лечения кожных заболеваний.
В народной медицине настой из корневищ употребляют при внутренних кровотечениях, а также для полоскания кровоточащих дёсен и промывания гноящихся ран, в качестве противовоспалительного и болеутоляющего средства при заболевании горла.
Настой травы употребляют для местных ванн, обмываний и примочек при гнойниках, гноящихся порезах, язвах и кожных заболеваниях, сопровождающихся зудом.
Отвар травы используют для ванн при переломах костей, для полоскания горла при ангине и для мытья головы при выпадении волос.

## Классификация

### Таксономия
Geranium sanguineum L., 1753, Sp. Pl. : 683
Вид Герань кроваво-красная относится к роду Герань (Geranium) семейства Гераниевые (Geraniaceae) порядка Гераниецветные (Geraniales). Таксономическая схема в соответствии с Системой APG IV по состоянию на декабрь 2023 года:
|  |                          |  |                                   |                                   |                      |  | еще 6 семейств | еще 6 семейств |                        |  |  |  | еще 358 подтвержденных видов и 144 вида, ожидающих подтверждения |
|  |                          |  |                                   |                                   |                      |  | еще 6 семейств | еще 6 семейств |                        |  |  |  | еще 358 подтвержденных видов и 144 вида, ожидающих подтверждения |
|  |                          |  |                                   | порядок Гераниецветные            |                      |  |                |                | род Герань             |  |  |  |                                                                  |
|  |                          |  |                                   | порядок Гераниецветные            |                      |  |                |                | род Герань             |  |  |  |                                                                  |
|  | клада Цветковые растения |  |                                   |                                   | семейство Гераниевые |  |                |                | Герань кроваво-красная |  |  |  |                                                                  |
|  | клада Цветковые растения |  |                                   |                                   | семейство Гераниевые |  |                |                |                        |  |  |  |                                                                  |
|  |                          |  | ещё 63 порядка цветковых растений | ещё 63 порядка цветковых растений |                      |  |                | еще 6 родов    | еще 6 родов            |  |  |  |                                                                  |
|  |                          |  |                                   | ещё 63 порядка цветковых растений |                      |  |                |                | еще 6 родов            |  |  |  |                                                                  |